# زوندردينست
Sonderdienst ((بالألمانية: Special Services)‏ كانت التشكيلات شبه العسكرية الألمانية النازية التي تم إنشاؤها في الحكومة العامة الفاصلة أثناء احتلال بولندا في الحرب العالمية الثانية. كانت تستند إلى تشكيلات الشوتزشتافل المماثلة تسمى <a href="./%D9%81%D9%88%D9%84%D9%83%D8%B3%D8%AF%D9%88%D9%8A%D8%AA%D8%B4%D8%B1%20%D8%B3%D9%8A%D9%84%D8%A8%D8%B3%D8%AA%D8%B4%D9%88%D8%AA%D8%B2" rel="mw:WikiLink">فولكسدويتشر سيلبستشوتز</a> تعمل في منطقة وارثغاو في الجزء الغربي من بولندا التي ضمتها ألمانيا في عام 1939.
تأسست Sonderdienst في 6 مايو 1940 من قبل غوليتر هانز فرانك التي كانت متمركزة في كراكوف المحتلة. في البداية، كانت تتألف من فولكس دويتشه الألمان الذي كانو يعيشون في بولندا قبل الهجوم وانضمو إلى القوة الغازية بعد ذلك. ومع ذلك، بعد عملية بارباروسا عام 1941، ضمت أيضًا أسرى حرب سوفيتيين المتطوعين، مثل رجال ترونيكي المنتشرين في جميع مواقع القتل الرئيسية لـ«الحل النهائي». الكثير من هؤلاء الرجال لا يعرفون اللغة الألمانية ويطلبون الترجمة من قبل قادتهم الأصليين. :366 كانت Abteilung Sonderdienst (إدارة الخدمات الخاصة) تابعًا للقيادة العليا للفيرماخت تحت قيادة إرفين فون لاهوسين (1   سبتمبر 1939 – يوليو 1943)، والسفن ورينجهوفن (يوليو 1943 – يونيو 1944).

## خلفية
كانت جمهورية بولندا دولة متعددة الثقافات قبل الحرب العالمية الثانية، وكان ما يقرب من ثلث سكانها من الأقليات: 13.9٪ الأوكرانيين. 10٪ من اليهود؛ 3.1٪ البيلاروسيين؛ 2.3٪ الألمان و3.4٪ التشيك، ليتوانيا والروس. أقام أفراد الأقلية الألمانية في الغالب في أراضي الإمبراطورية الألمانية السابقة. كان العديد منهم معاديين لوجود الدولة البولندية بعد أن فقدوا امتيازاتهم الاستعمارية في نهاية الحرب العالمية الأولى. المنظمات الألمانية في بولندا مثل دويتشر فولكسفيرباند وJungdeutsche Partei التي شاركت بنشاط في عمليات التجسس لصالح أبوهر، وأعمال التخريب والأسلحة - وحملات التهريب والدعاية النازية قبل الغزو. في أواخر عام 1939 وحتى ربيع عام 1940، شاركت فولكسدوتششر سيلبستشوتز بدور نشط في مذابح البولنديين واليهود.
في صيف عام 1940، تم تعيين Sonderdienst جنبا إلى جنب مع جميع سيلبستشوتز رسميا لرئيس الإدارة المدنية لمنطقة جاو المشكلة حديثا. تدرب من قبل الألمان الأصليين بقيادة زميله في هاينريش هيملر لودولف جاكوب فون ألفنسليبن، انضم الكثير منهم إلى شوتزستافيل أو غستابو في العام التالي.

### عمليةبربروسا
خدم حوالي 3000 رجل مع Sonderdienst في الحكومة العامة. بعد الغزو الألماني لأوروبا الشرقية، والمعروفة باسم عملية بارباروسا. أصبح مواطنو هذه البلدان الذين يتحدثون الألمانية موضع تقدير كبير بسبب قدرتهم على التواصل باللغات الأوكرانية والروسية والبولندية ولغات أخرى في الأراضي المحتلة. تم تدريب المساعدين غير البولنديين في ترونيكي بواسطة SS- Hauptsturmführer Karl Streibel. بناءً على تعليمات من Globocnik للبدء في التجنيد خلف الخطوط الأمامية لعملية بارباروسا، قام Streibel بتدريب 5,082 حارسًا معظمهم من الأوكرانيين قبل نهاية عام 1944. تم تنظيمهم في كتيبتين جديدتين من Sonderdienst. وفقًا لشهادة SS-Oberführer Arpad Wigand في فترة ما بعد الحرب أثناء محاكمته لجرائم الحرب في هامبورغ، فإن 25٪ منهم فقط يتحدثون الألمانية.
خدم الهيوي المعروفيين باسم رجال ترونيكي في معسكرات الموت، فضلا عن جميع المواقع الرئيسية لل«الحل النهائي» في سياق عملية <i id="mwjg">رينهارد</i>. كما كان لهم دور فعال في إعدام اليهود في بلزيك وسوبيبور وتريبلينكا II ووارسو (ثلاث مرات) وشيستوشوا ولوبلان ولفوف وردوم وكراكوف وبياليستوك (مرتين) ومايدانيك وكذلك أوشفيتز وناهيك عن ترونيكي نفسها خلال أكتيون إرنتيفست عام 1943،  والمحتشدات الفرعية المتبقية من كيه إل لوبلان بما في ذلك Poniatowa وBudzyn وكراسنيك وبولوي وLipowa، وكذلك أثناء المجازر في Łomazy وميندزيزيتش وŁuków وRadzyń وParczew وكونسكوولا وKomarówka وجميع المواقع الأخرى، التي تعززها قوات الأمن الخاصة وكتيبة الشرطة الاحتياطية 101 من شرطة النظام. بعد الحرب، تم خلط آخر 1000 من الهيوي الذين شكلوا كتيبة إس إس ستريبيل مع السكان المدنيين في ألمانيا الغربية واختفت عن الأنظار.